# Fuerte de Purén
El Fuerte de Purén, Fuerte Republicano, Fuerte de la Pacificación o Fortín de Purén es una fortificación militar ubicada en la comuna chilena de Purén, en la Región de la Araucanía. En la actualidad funciona como un museo de sitio y es un atractivo turístico de la zona.

## Historia
Fue construido por el Ejército de Chile durante la Ocupación de la Araucanía (denominada «Pacificación» por el bando republicano), por órdenes del coronel Cornelio Saavedra Rodríguez, posicionado estratégicamente sobre una colina y siendo inaugurado el 25 de noviembre de 1868. Fue el último de los cinco fuertes construidos dentro del actual territorio comunal y el único posterior a la independencia de Chile, de ahí proviene el apelativo de «Republicano», que lo diferencia de los anteriores construidos por las fuerzas militares del Reino de Chile (Imperio español), como el Fuerte San Juan Bautista o el Fuerte Jesús. 
La estructura actual del fuerte se debe a una restauración basada en el material historiográfico existente, como una réplica fidedigna emplazada en el mismo lugar de la construcción original, que se encontraba ya deteriorada con el paso natural del tiempo. La construcción fue reinaugurada en 1982.
La actriz chilena Malú Gatica pidió como última voluntad que al morir fuera incinerada y que sus cenizas fueran esparcidas alrededor del fuerte, esto fue cumplido por su hijo León. 

## Componentes
La edificación, de tipo empalizada con forma cuadrangular, fue construida principalmente a base de madera. Cuenta con cuatro atalayas (torres de vigilancia) en cada una de las esquinas del perímetro amurallado. Al centro en el interior se encuentra una bandera chilena.

## Parque Histórico
Como parte de las obras de remodelación de la comuna, fue inaugurado en julio de 2014 el Parque Histórico Fuerte Purén, un parque urbano de 14.650 m² de extensión, que consta con diversos elementos característicos a nivel local, tales como esculturas talladas en madera vinculadas con la cultura mapuche (el toqui Pelantaro montando a caballo y dos mujeres mapuche) y una ruka, así como también contempló la construcción de un mirador hacia el área urbana de la ciudad, un área de juegos infantiles y senderos peatonales por todo el recinto con acceso para discapacitados.

## Museo Mapuche de Purén
A un costado del fuerte se encuentra el Museo Mapuche de Purén, que contiene diversas piezas relacionadas con la etnia mapuche en la comuna, además de especies nativas de la flora y fauna de Chile.